# Żejmiana (przystanek kolejowy)
Żejmiana (lit. Žeimena, ros. Жеймяна) – przystanek kolejowy w miejscowości Jawnodary, w rejonie święciańskim, na Litwie. Leży na linii dawnej Kolei Warszawsko-Petersburskiej. Nazwa pochodzi od pobliskiej rzeki Żejmiany.